# Elimaea moultoni
Elimaea moultoni är en insektsart som beskrevs av Heinrich Hugo Karny 1923. Elimaea moultoni ingår i släktet Elimaea och familjen vårtbitare. Inga underarter finns listade i Catalogue of Life.